# Begonia forbesii
Begonia forbesii là một loài thực vật có hoa trong họ Thu hải đường. Loài này được King mô tả khoa học đầu tiên năm 1902.